# 1. deild Wysp Owczych (1999)
W roku 1999 odbyła się 57. edycja 1.deild (obecnie Formuladeildin), czyli pierwszej ligi archipelagu Wysp Owczych w piłce nożnej mężczyzn. Obrońcą tytułu był klub piłkarski ze stolicy Wysp Owczych, HB Tórshavn, który musiał zrzec się tytułu na rzecz KÍ Klaksvík.

## Przebieg
Tak, jak dziś, w roku 1999 w rozgrywkach pierwszoligowych na Wyspach Owczych brało udział dziesięć drużyn. Zasada ta, po wielu zmianach w przeszłości, ustanowiona została w sezonie 1988, kiedy liczba zespołów została zwiększona z ośmiu. Do niższej ligi zespoły relegowane są od roku 1976, jednak w 1999 nie relegowano od razu dwóch ostatnich, jak to ma miejsce obecnie – zawodnicy z dziewiątego miejsca mieli prawo gry w barażach o pozostanie w lidze. Tym razem na przedostatniej pozycji znalazł się klub SÍ Sumba, który po raz drugi z rzędu obronił swoje miejsce w pierwszej lidze, pokonując w dwumeczu LÍF Leirvík 6:2 (1:2, 5:0).
KÍ Klaksvík względem poprzedniego sezonu awansował o jedną lokatę i został mistrzem archipelagu. Z czwartego na drugim miejscu znalazł się GÍ Gøta, a B36 Tórshavn utrzymał trzecią lokatę z poprzedniego sezonu. Na czwartym miejscu znalazł się zwycięzca poprzedniego sezonu – HB Tórshavn. Na miejscu piątym, podobnie, jak w poprzednim sezonie, znalazł się NSÍ Runavík, a na szóstym, z siódmego, VB Vágur. Ostatnie, bezpieczne miejsca zajęły kolejno kluby: B68 Toftir (z szóstego) i B71 Sandoy, który właśnie awansował do pierwszej ligi. Dziewiąte miejsce, podobnie, jak w poprzednim sezonie, zajął SÍ Sumba, a ostatnie ÍF Fuglafjørður, który odnotował spadek o dwie pozycje.
Królem strzelców archipelagu, po raz drugi z rzędu i ostatni w swojej karierze, został gracz B36 Tórshavn, wielokrotny reprezentant Wysp Owczych, Jákup á Borg, z dorobkiem siedemnastu goli. Drugi w klasyfikacji strzeleckiej był gracz tego samego klubu John Petersen (16 goli), a trzeci, zawodnik KÍ Klaksvík, Kurt Mørkøre.
W roku 1999 przyznawano trzy punkty za zwycięstwo. Zasadę tę wprowadzono na archipelagu w sezonie 1995. Zawodnicy zdobili 273 bramek (ok. 3 gole/mecz).
Mistrz Wysp Owczych, KÍ Klaksvík dostał prawo gry w Lidze Mistrzów (2000/01), gdzie w 1/128 finału przegrał z serbskim FK Crvena zvezda kolejno 0:3, 0:2, i nie awansował do kolejnej rundy rozgrywek. Dwa kolejne zespoły dostały prawo gry w Pucharze UEFA (2000/01). GÍ Gøta, przegrał w dwumeczu ze szwedzkim IFK Norrköping 0:2 i 1:2, a B36 Tórshavn z duńskim Akademisk BK 0:8 i 0:1. Jedynego gola dla Farerczyków zdobył Olsen. Ostatnim klubem, który grał w rozgrywkach europejskich był HB Tórshavn, który uzyskał prawo występu w Pucharze Intertoto (2000). Uległ tam węgierskiemu FC Tatabánya kolejno 0:3 i 0:4.

### Tabela ligowa
| Lp. | Drużyna             | M  | Z  | R | P  | Bramki | Bramki | Różn. | Pkt | Uwagi                                       |
| --- | ------------------- | -- | -- | - | -- | ------ | ------ | ----- | --- | ------------------------------------------- |
| 1   | KÍ Klaksvík (M)     | 18 | 13 | 2 | 3  | 38     | 19     | +19   | 41  | Liga Mistrzów UEFA • I runda kwalifikacyjna |
| 2   | GÍ Gøta             | 18 | 12 | 3 | 3  | 46     | 24     | +22   | 39  | Puchar UEFA • Runda kwalifikacyjna          |
| 3   | B36 Tórshavn        | 18 | 12 | 2 | 4  | 52     | 22     | +30   | 38  | Puchar UEFA • Runda kwalifikacyjna1         |
| 4   | HB Tórshavn         | 18 | 11 | 4 | 3  | 41     | 16     | +25   | 37  | Puchar Intertoto • I runda                  |
| 5   | NSÍ Runavík         | 18 | 6  | 5 | 7  | 25     | 26     | −1    | 23  |                                             |
| 6   | VB Vágur            | 18 | 6  | 3 | 9  | 19     | 27     | −8    | 21  |                                             |
| 7   | B68 Toftir          | 18 | 5  | 3 | 10 | 22     | 41     | −19   | 18  |                                             |
| 8   | B71 Sandoy          | 18 | 3  | 5 | 10 | 26     | 45     | −19   | 14  |                                             |
| 9   | SÍ Sumba            | 18 | 2  | 5 | 11 | 22     | 43     | −21   | 11  | Baraże o 1. deild                           |
| 10  | ÍF Fuglafjørður (S) | 18 | 2  | 4 | 12 | 20     | 48     | −28   | 10  | Spadek do 2. deild                          |

### Wyniki
| Gospodarz \ Gość | B36 | B68 | B71 | GÍ  | HB  | ÍF  | KÍ  | NSÍ | SÍS | VB  |
| B36 Tórshavn     |     | 4:2 | 6:1 | 4:0 | 0:2 | 4:2 | 2:0 | 3:2 | 3:1 | 6:1 |
| B68 Toftir       | 1:2 |     | 2:0 | 2:5 | 1:5 | 1:2 | 2:3 | 0:0 | 3:1 | 0:0 |
| B71 Sandoy       | 0:0 | 1:0 |     | 2:5 | 2:2 | 6:0 | 1:2 | 2:3 | 2:1 | 1:3 |
| GÍ Gøta          | 2:1 | 3:0 | 2:1 |     | 1:2 | 2:1 | 2:1 | 4:1 | 7:2 | 3:1 |
| HB Tórshavn      | 4:2 | 1:1 | 7:1 | 2:0 |     | 4:0 | 1:2 | 1:3 | 2:2 | 2:0 |
| ÍF Fuglafjørður  | 1:4 | 2:4 | 3:3 | 1:5 | 0:1 |     | 0:1 | 1:1 | 2:1 | 1:2 |
| KÍ Klaksvík      | 3:2 | 5:0 | 3:1 | 0:0 | 0:0 | 4:1 |     | 3:0 | 2:1 | 2:1 |
| NSÍ Runavík      | 1:3 | 5:0 | 4:0 | 1:1 | 0:2 | 0:0 | 1:3 |     | 1:0 | 1:0 |
| SÍ Sumba         | 1:6 | 2:3 | 1:1 | 1:1 | 0:3 | 2:2 | 2:3 | 1:1 |     | 1:0 |
| VB Vágur         | 0:0 | 0:2 | 1:1 | 1:3 | 1:0 | 3:1 | 2:1 | 2:0 | 1:2 |     |

Źródło: RSSSF.com
Objaśnienia:
1Drużyna gospodarzy jest wymieniona po lewej stronie tabeli.
Kolory: zielony – zwycięstwo gospodarzy, żółty – remis, różowy – zwycięstwo gości.

### Baraże o 1. deild
| 9 października 1999 | LÍF Leirvík | 2:1 | SÍ Sumba | Leirvík |
| 9 października 1999 |             | 2:1 |          | Leirvík |

| 16 października 1999 | SÍ Sumba | 5:0 | LÍF Leirvík | Sumba |
| 16 października 1999 |          | 5:0 |             | Sumba |

SÍ Sumba utrzymał się w pierwszej lidze Wysp Owczych, po wygraniu meczów barażowych z LÍF Leirvík.

## Statystyki
- Podczas 18 kolejek (90 meczów) zawodnicy zdobyli 273 bramek (średnio: ok. 3/mecz, 15,2/kolejkę).

- Najwięcej goli padło w meczach drużyny B36 Tórshavn – 74 (ok. 4,1/mecz).
- Najmniej goli padło w meczach drużyny VB Vágur – 46 (ok. 2,6/mecz).
- Kolejką, w której padło najwięcej bramek była kolejka 6., kiedy zawodnicy zdobyli 26 goli (5,2/mecz).
- Kolejką, w której padło najmniej bramek była kolejka 2., kiedy zawodnicy zdobyli 8 goli (1,6/mecz).
- Najwięcej bramek (9) padło 30 maja 1999, w meczu 6. kolejki, kiedy GÍ Gøta pokonał SÍ Sumba 7:2.
- Najmniej bramek (0) padło w siedmiu spotkaniach (ok. 7,8% wszystkich meczów).
- Największą różnicą bramek (6) zakończyły się dwa spotkania, będące jednocześnie największymi zwycięstwami zespołów na własnych stadionach:
  - B71 Sandoy-ÍF Fuglafjørður 6:0 (6. kolejka, 6 czerwca 1999),
  - HB Tórshavn-B71 Sandoy 7:1 (18. kolejka, 2 października 1999).
- Najwyższym zwycięstwem na wyjeździe był mecz 1. kolejki, rozegrany 25 kwietnia 1999, SÍ Sumba-B36 Tórshavn (1:6).